# Publicitas
La Publicitas è stata un'importante concessionaria di pubblicità svizzera.

## Storia
Nel 1868 la concessionaria tedesca Haasenstein & Vogler aprì una filiale a Basilea e negli anni successivi seguirono quelle di Zurigo, Ginevra e Berna.
Nel 1883 le attività svizzere della Haasenstein & Vogler furono conferite in una società in nome collettivo (Kollektivgesellschaft) di diritto svizzero.
Nel 1886 la Haasenstein & Vogler svizzera aprì una filiale a Torino, cui seguirono quelle di Milano nel 1888 e di Roma nel 1889.
Nel 1890 Charles W. Georg rilevò la proprietà della Haasenstein & Vogler svizzera: l'impresa fu trasformata in una società per azioni (Aktiengesellschaft) con sede a Ginevra.
Nel 1903 le filiali italiane furono riunite in una società di diritto italiano con sede a Milano, chiamata anch'essa Haasenstein und Vogler.
Nel 1912 la Haasenstein & Vogler svizzera rilevò la maggioranza della casa madre tedesca, che aveva 54 filiali in nove paesi europei con 260 contratti di concessione.
Nel 1916, durante la prima guerra mondiale, la società cambiò nome in Publicitas - società anonima svizzera di pubblicità, cedette le attività in Germania e si concentrò sui mercati di Svizzera, Italia e Spagna.
Nel 1930 la sede dell'azienda fu trasferita a Losanna.
Nel 1947, all'indomani della seconda guerra mondiale, fu fondata a Parigi la succursale per la Francia, la RIPSA.
Nel 1965 la Publicitas aveva 1386 dipendenti e gestiva 167 contratti.
Nel 1968 venne fondata anche la filiale tedesca, la Publicitas GmbH.
Nel 1975 acquisì la maggioranza della Tribune de Genève.
Nel 1978 venne costituito il GPI - Groupe Publicitas International, che oltre alle filiali svizzera, francese e tedesca, comprendeva anche quattro società in Austria, Belgio, Grecia e New York.
Nel 1984 fu acquisita anche una partecipazione nella Martin Clinch Ltd. di Hong Kong.
Nel 1996 la Publicitas prese il controllo delle LTV Gelbe Seiten, le "pagine gialle" svizzere, mentre nel 2004 acquisì la Cinecom, concessionaria della pubblicità nelle sale cinematografiche. Perciò nel 1997 fu costituita la holding PubliGroupe, di cui erano filiali Publicitas, Cinecom e altre società.
Nel 2014 la Publicitas venne rilevata dal fondo tedesco Aurelius, che però la rivendette ai dipendenti due anni dopo; mentre il PubliGroupe si fuse con Swisscom.
L'11 maggio 2018 la concessionaria è stata dichiarata fallita.